# Municipio de Hilton (Iowa)
El municipio de Hilton (en inglés: Hilton Township) es un municipio ubicado en el condado de Iowa en el estado estadounidense de Iowa. En el año 2010 tenía una población de 717 habitantes y una densidad poblacional de 7,66 personas por km².

## Geografía
El municipio de Hilton se encuentra ubicado en las coordenadas 41°44′10″N 92°1′9″O / 41.73611, -92.01917. Según la Oficina del Censo de los Estados Unidos, el municipio tiene una superficie total de 93.55 km², de la cual 93,51 km² corresponden a tierra firme y (0,05 %) 0,05 km² es agua.

## Demografía
Según el censo de 2010, había 717 personas residiendo en el municipio de Hilton. La densidad de población era de 7,66 hab./km². De los 717 habitantes, el municipio de Hilton estaba compuesto por el 98,74 % blancos, el 0,14 % eran afroamericanos, el 0,14 % eran asiáticos, el 0,42 % eran de otras razas y el 0,56 % eran de una mezcla de razas. Del total de la población el 0,7 % eran hispanos o latinos de cualquier raza.